# Chińska Republika Ludowa na Letnich Igrzyskach Olimpijskich 2004
 Chińską Republikę Ludową na XXVIII Letnich Igrzyskach Olimpijskich w Atenach reprezentowało 383 sportowców (136 mężczyzn, 247 kobiet). Zdobyli oni łącznie 63 medale (32 złote, 17 srebrnych, 14 brązowych). Kraj wysłał swoich sportowców na letnie igrzyska olimpijskie po raz dziesiąty. Najmłodszym zawodnikiem była Zhang Tianyi (14 lat, 113 dni), a najstarszym – Wang Yifu (43 lata, 254 dni).

## Medale
| medal | zawodnik | konkurencja                                                  |
| ----- | --- | ------------------------------------------------------------ |
|       | Guo Jingjing | skoki do wody: trampolina 3m kobiet                          |
|       | Guo Jingjing, Wu Minxia | skoki do wody: trampolina synchroniczna 3m kobiet            |
|       | Zhang Yining | tenis stołowy: singel kobiet                                 |
|       | Zhang Yining, Wang Nan | tenis stołowy: debel kobiet                                  |
|       | Zhang Yun, Gao Ling | badminton: debel mieszany                                    |
|       | Gao Ling, Huang Sui | badminton: debel kobiet                                      |
|       | Lao Lishi, Li Ting | skoki do wody: platforma synchroniczna 10m kobiet            |
|       | Lao Lishi | skoki do wody: platforma 10m kobiet                          |
|       | Wu Minxia | skoki do wody: trampolina 3m kobiet                          |
|       | Tian Liang, Yang Jinghui | skoki do wody: platforma synchroniczna 10m mężczyzn          |
|       | Tian Liang | skoki do wody: platforma 10m mężczyzn                        |
|       | Chen Jing, Feng Kun, Li Shan, Liu Yanan, Song Nina, Wang Lina, Yang Hao, Zhang Na, Zhang Ping, Zhang Yuehong, Zhao Ruirui, Zhou Suhong | siatkówka kobiet                                             |
|       | Chen Qi | tenis stołowy: debel mężczyzn                                |
|       | Chen Yanqing | podnoszenie ciężarów: do 58kg kobiet                         |
|       | Liu Chunhong | podnoszenie ciężarów: do 69kg kobiet                         |
|       | Tang Gonghong | podnoszenie ciężarów: powyżej 75kg kobiet                    |
|       | Li Zhuo | podnoszenie ciężarów: do 48kg kobiet                         |
|       | Zhang Guozheng | podnoszenie ciężarów: do 69kg mężczyzn                       |
|       | Shi Zhiyong | podnoszenie ciężarów: do 62kg mężczyzn                       |
|       | Le Maosheng | podnoszenie ciężarów: do 62kg mężczyzn                       |
|       | Wu Meijin | podnoszenie ciężarów: do 56kg mężczyzn                       |
|       | Luo Wei | taekwondo: do 67kg kobiet                                    |
|       | Chen Zhong | taekwondo: powyżej 67kg kobiet                               |
|       | Jia Zhanbo | strzelectwo: karabin małokalibrowy trzy postawy,50m mężczyzn |
|       | Zhu Qinan | strzelectwo: karabin pneumatyczny, 10m mężczyzn              |
|       | Li Jie | strzelectwo: karabin pneumatyczny, 10m mężczyzn              |
|       | Wang Yifu | strzelectwo: pistolet pneumatyczny, 10m mężczyzn             |
|       | Wang Zheng | strzelectwo: rzutki - trap podwójny mężczyzn                 |
|       | Wang Chengyi | strzelectwo: karabin małokalibrowy trzy postawy, 50m kobiet  |
|       | Du Li | strzelectwo: karabin pneumatyczny, 10m kobiet                |
|       | Gao E | strzelectwo: rzutki - trap podwójny kobiet                   |
|       | Wei Ning | strzelectwo: rzutki - skeet kobiet                           |
|       | Peng Bo | skoki do wody: trampolina 3m mężczyzn                        |
|       | Hu Jia | skoki do wody: platforma 10m mężczyzn                        |
|       | Tian Liang | skoki do wody: platforma 10m mężczyzn                        |
|       | Li Ting, Sun Tiantian | tenis ziemny: gra podwójna kobiet                            |
|       | Liu Xiang | lekkoatletyka: 110m przez płotki mężczyzn                    |
|       | Luo Xuejuan | pływanie: 100m stylem klasycznym kobiet                      |
|       | Zhu Yingwenu, Xu Yanwei, Yang Yu, Pang Jiaying                                                                                         | pływanie: sztafeta 4 razy 200m stylem dowolnym kobiet        |
|       | Wang Hao | tenis stołowy: singel mężczyzn                               |
|       | Wang Liqin | tenis stołowy: singel mężczyzn                               |
|       | Chen Qi, Ma Lin | tenis stołowy: debel mężczyzn                                |
|       | Guo Yue, Niu Jianfeng | tenis stołowy: debel mężczyzn                                |
|       | Meng Guanliang, Yan Wenjun | kajakarstwo: C-2 500m mężczyzn                               |
|       | Teng Haibin | gimnastyka: ćwiczenia na koniu z łękami mężczyzn             |
|       | Li Xiaopeng | gimnastyka: ćwiczenia na poręczach mężczyzn                  |
|       | Zhang Nan | gimnastyka: wielobój indywidualny kobiet                     |
|       | Huang Shanshan | gimnastyka: trampolina kobiet                                |
|       | Wang Xu | zapasy: do 72kg kobiet                                       |
|       | Gao Feng | judo: do 48kg kobiet                                         |
|       | Xian Dongmei | judo: do 52kg kobiet                                         |
|       | Liu Xia | judo: do 78kg kobiet                                         |
|       | Qin Dongya | judo: do 70kg kobiet                                         |
|       | Sun Fuming | judo: powyżej 78kg kobiet                                    |
|       | Zhang Ning | badminton: gra pojedyncza kobiet                             |
|       | Zhou Mi | badminton: gra pojedncza kobiet                              |
|       | Yang Wei, Zhang Jiewen | badminton: gra podwójna kobiet                               |
|       | Ye Chong, Dong Zhaozhi, Wu Hanxiong | szermierka: floret mężczyzn drużynowo                        |
|       | Wang Lei | szermierka: szpada mężczyzn indywidualnie                    |
|       | Tan Xue | szermierka: szabla kobiet indywidualnie                      |
|       | He Ying, Zhang Juanjuan, Lin Sang | łucznictwo: kobiety drużynowo                                |
|       | Jiang Yonghua | kolarstwo: 500m na czas kobiet                               |
|       | Yin Jian | żeglarstwo: windsurfing kobiet                               |
|       | Zou Shiming | boks: do 48kg kobiet                                         |